# Lona

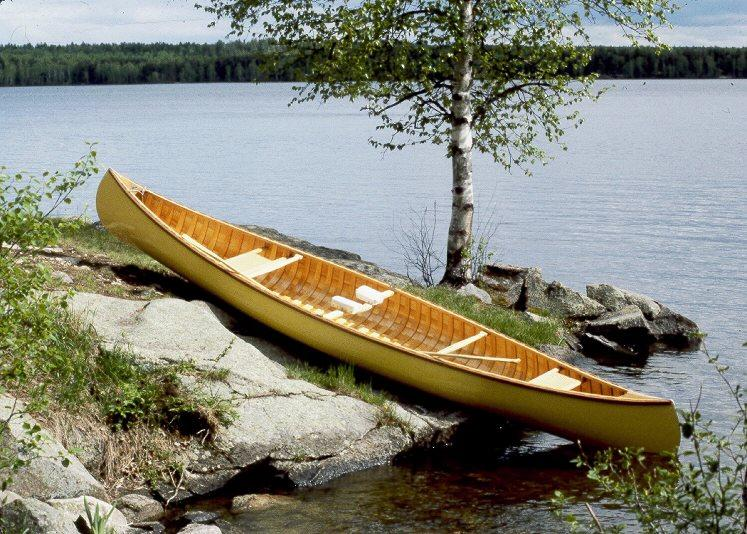
Canoa de lona y madera.

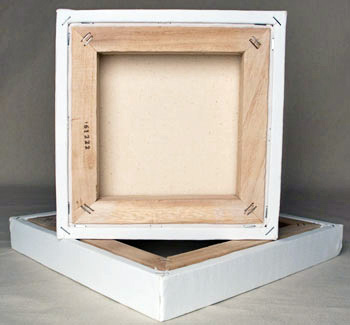
Lienzo reforzado.

La  lona  es un tejido muy pesado que se utiliza para la fabricación de velas, tiendas, marquesinas, mochilas, y otras funciones donde se requiere robustez. También es popularmente utilizada como superficie de la pintura, cubiertas en general, y en bolsas y zapatos de moda.
Proviene "Del antiguo olona y este de Olonne, ciudad francesa en la costa del atlántico donde se fabricaba esta loneta (...). Derivado loneta" (Diccionario etimológico de la lengua castellana, Joan Corominas).

## Características físicas
La lona moderna es generalmente de algodón, aunque históricamente hablando, era a base de cáñamo. Se diferencia de otros tejidos pesados de algodón, como el denim, en que está realizado en ligamento tafetán en lugar de sarga. La lona está disponible en dos tipos básicos: plan y "duck". Los hilos del tipo duck son tejidos más apretados. El término duck viene de la palabra holandesa por "tela", doek. En los Estados Unidos, la lona se clasifica de dos maneras: en peso (onzas por yarda cuadrada) y por un sistema numérico de clasificación con los números en sentido inverso del peso (un número 10 de lona es más ligero que el número 4).

## Tipos de lona
- Lona impermeable o lona resistente al agua
- Lona a prueba de fuego
- Lona teñida
- Banda de lona
- Lona de impresión

## Productos de lona
- Vela de barco
- Cubierta de lona
- Lienzo de lona
- Cama elástica
- Bolso de lona
- Cuadrilátero de lucha
- Carpa de lona